# Bulbophyllum nocturnum
Bulbophyllum nocturnum – pierwszy znany gatunek storczyka kwitnący nocą, należący do rodzaju Bulbofylum, opisany w 2008 roku przez Eda de Vogla. Występuje na Nowej Brytanii w Papui-Nowej Gwinei, prawdopodobnie wyginął w stanie naturalnym z powodu wykarczowania lasu, w którym odnaleziono jedyny znany egzemplarz.